# 特雷西尼欧
特雷西尼欧（法語：Tressignaux，法語發音：[tʁesiɲo]）是法国阿摩尔滨海省的一个市镇，位于该省北部，属于圣布里厄区。

## 地理
特雷西尼欧（48°36'57"N, 2°59'1"W）面积7.29 平方千米，位于法国布列塔尼大區阿摩尔滨海省，该省份为法国西北部沿海省份，位于布列塔尼半岛北部，北濒大西洋英吉利海峡，西接菲尼斯泰尔省，南至莫尔比昂省，东临伊勒-维莱讷省。
与特雷西尼欧接壤的市镇（或旧市镇、城区）包括：布兰戈洛、古德兰、朗沃隆、普莱吉安、普莱洛、特雷吉代勒。

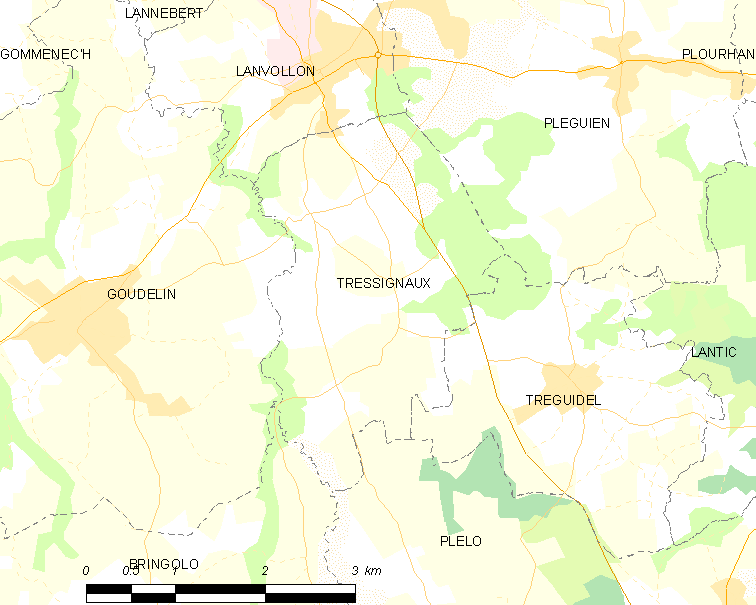
特雷西尼欧的OSM定位图

特雷西尼欧的时区为UTC+01:00、UTC+02:00（夏令时）。

## 行政
特雷西尼欧的邮政编码为22290，INSEE市镇编码为22375。

## 政治
特雷西尼欧所属的省级选区为普卢阿县。

## 人口

1962-2008年间特雷西尼欧人口变化图示

特雷西尼欧于2022年1月1日时的人口数量为682人。

## 交通
阿摩尔滨海省省道D6线、D7线和D51线经过境内。